# Anastrophyllum ciliatum
Anastrophyllum ciliatum là một loài rêu trong họ Anastrophyllaceae. Loài này được Stephani mô tả khoa học đầu tiên năm 1893.